# Tommy Ryan
Tommy Ryan (Redwood, 31 de março de 1870 - Los Angeles, 3 de agosto de 1948) foi um grande pugilista americano, que foi campeão mundial dos meios-médios entre 1894 e 1898; e posteriormente campeão mundial dos pesos-médios entre 1898 e 1906.

## Biografia
Tommy Ryan, cujo nome verdadeiro era Joseph Youngs, começou sua carreira em 1887, aos 17 anos de idade. Muito ágil, mas também um pegador, Ryan lutou entre os meios-médios e os pesos-médios, tendo conseguido alcançar o topo nas duas categorias. 
Seu primeiro título veio em 1894, quando ele derrotou Mysterious Billy Smith e conquistou o título de campeão dos meios-médios. Uma revanche entre os dois viria a acontecer cerca de um ano depois, muito embora este segundo embate tenha ficado incompleto por causa da interrupção da luta pela polícia. Ryan manteve o título.
Em 1896, Ryan sofreu uma derrota por nocaute para Kid McCoy, em uma de suas poucas derrotas na carreira. Reza a lenda que McCoy, um notório expert em trapaças, fez-se passar por doente antes da luta, espalhadando farinha em todo seu rosto. Lenda ou não, o fato é que McCoy pôs Ryan à lona, no 15º assalto desta controvertida luta.
Após passar quatro anos como o campeão dos meios-médios, em 1898, Ryan decidiu abandonar seu título, no intuito de disputar o título de campeão dos pesos-médios, que estava vago desde que Kid McCoy optara por lutar apenas entre os pesos-pesados. 
Enfrentando Jack Bonner, Ryan levou a melhor nos pontos e passou a ser o novo campeão dos pesos-médios, título este que manteve até 1906, quando resolveu parar de lutar.
Em 1991, Tommy Ryan juntou-se à galeria dos maiores pugilistas de todos os tempos, no International Boxing Hall of Fame.